# Elizabeth J. Magie Phillips
Elizabeth J. Magie Phillips, conhecida como Lizzie Magie (Macomb, 9 de maio de 1866 - Staunton, 2 de março de 1948) foi uma designer de jogos norte-americana, conhecida por ter criado o jogo de tabuleiro Banco Imobiliário. Era também ativista no movimento Single Tax (imposto único ou imposto simples) liderado pelo economista Henry George, sobre o solo, com o intuito de "conformar os arranjos sociais com as leis naturais" e remediar a desigualdade de rendimento, o desemprego e as crises econômicas que surgem paradoxalmente com o progresso econômico.

## Biografia
Lizzie nasceu em Macomb, em 1866, filha de James Magie, um editor de jornais e abolicionista que acompanhou Abraham Lincoln quando este viajou pelo estado de Illinois para um debate com Stephen Douglas, em 1850. James Magie a apresentou aos textos e teorias do economista Henry George, em especial ao livro Progress and Poverty. Depois desta leitura, Lizzie se tornaria uma grande apoiadora e ativista do que era chamado de movimento Single Tax (imposto único ou imposto simples).
No começo da década de 1880, Lizzie trabalhou como estenógrafa, tendo sido escritora e poeta, atriz, engenheira e ativista feminista. Já perto da virada do século, com cerca de 26 anos, Lizzie registrou a patente de uma invenção que tornava o processo de datilografar em papel muito mais fácil. Por volta dessa época, patentes registradas por mulheres eram menores do que 1% do total de patentes registradas no ano. Por um curto período de tempo, Lizie trabalhou como repórter, por volta do ano de 1900.

## O Banco Imobiliário
No início, Lizzie batizou seu jogo de tabuleiro como The Landlord's Game. Nesta época ela morava em Brentwood, Maryland, lugar onde também registrou sua primeira patente. Em 1903, ela deu entrada no Escritório de Patentes dos Estados Unidos com o pedido de registro de seu jogo.
A ideia do Banco Imobiliário era o demonstrar os efeitos devastadores do monopólio de terras e o uso dos impostos sobre elas numa tentativa de quebrá-lo. Sua patente foi registrada em 5 de janeiro de 1904. Para Lizie, o direito ao uso da terra é tão transparente e claro quando o direito a respirar e não podia ficar nas mãos de uns poucos privilegiados que exploravam os trabalhadores.
Em 1906, ela se mudou para Chicago e no mesmo ano, junto de outros colegas do movimento Georgista (por um imposto único), publicaram uma edição do jogo de tabuleiro The Landlord's Game. Em 1910, ela se casou com Albert Phillips, aos 44 anos. O casal se mudaria mais uma vez para a costa leste e registraram uma patente revisada e melhorada do jogo em 1924, pois a original expirou em 1921. Essa foi uma maneira de tentar ganhar o controle das vendas e distribuição do jogo, que vinha sendo jogado em várias faculdades pelo país e em alguns casos os estudantes faziam seus próprios tabuleiros, subvertendo as regras originais que eram na verdade uma crítica ao sistema capitalista.
Havia também uma versão do jogo que foi vendida para a empresa Parker Brothers por Charles Darrow, como se fosse sua criação. A empresa nunca creditou a ideia original à Lizzie, mesmo após a verdadeira origem do jogo chegar a imprensa, porém de acordo com a própria LIzzie, eles compraram a sua patente por algumas poucas centenas de dólares e relançaram o jogo com o nome de "Monopoly", com um conjunto de regras bem similares a uma das duas versões originais do jogo criados por Lizzie. Nesta versão, é preciso ter um vencedor que leva os outros à falência. Com a descoberta da verdadeira autoria, a Parker Brothers também concordou em lançar dois jogos de Lizzie na tentativa de abafar os escândalo.

## Morte
Lizzie morreu em Staunton, na Virginia, em 1948, aos 82 anos. Ela foi sepultada ao lado do marido no Cemitério Columbia Gardens, no Condado de Arlington, Virginia.